# Яуэр (Паншвиц-Кукау)

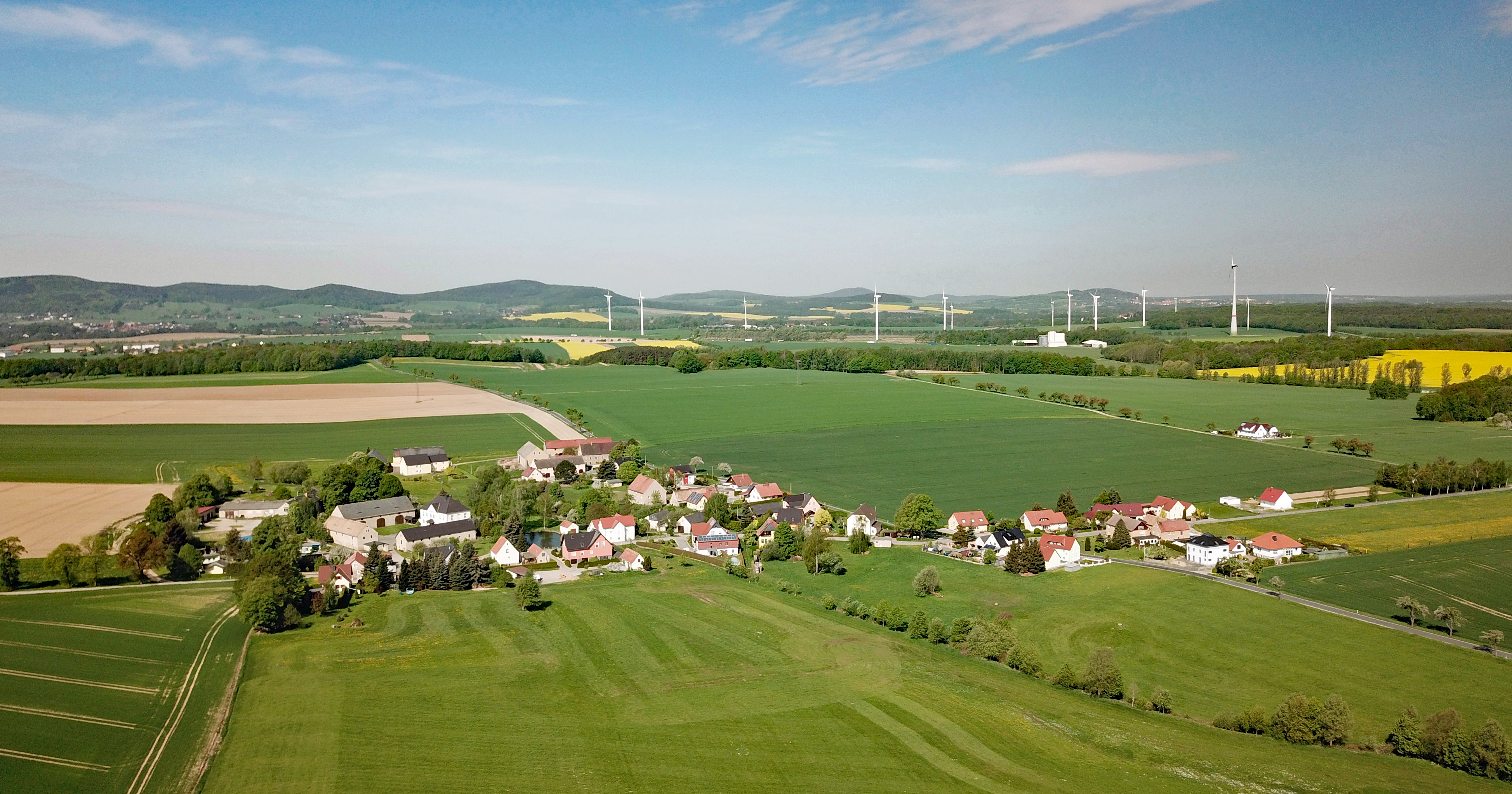

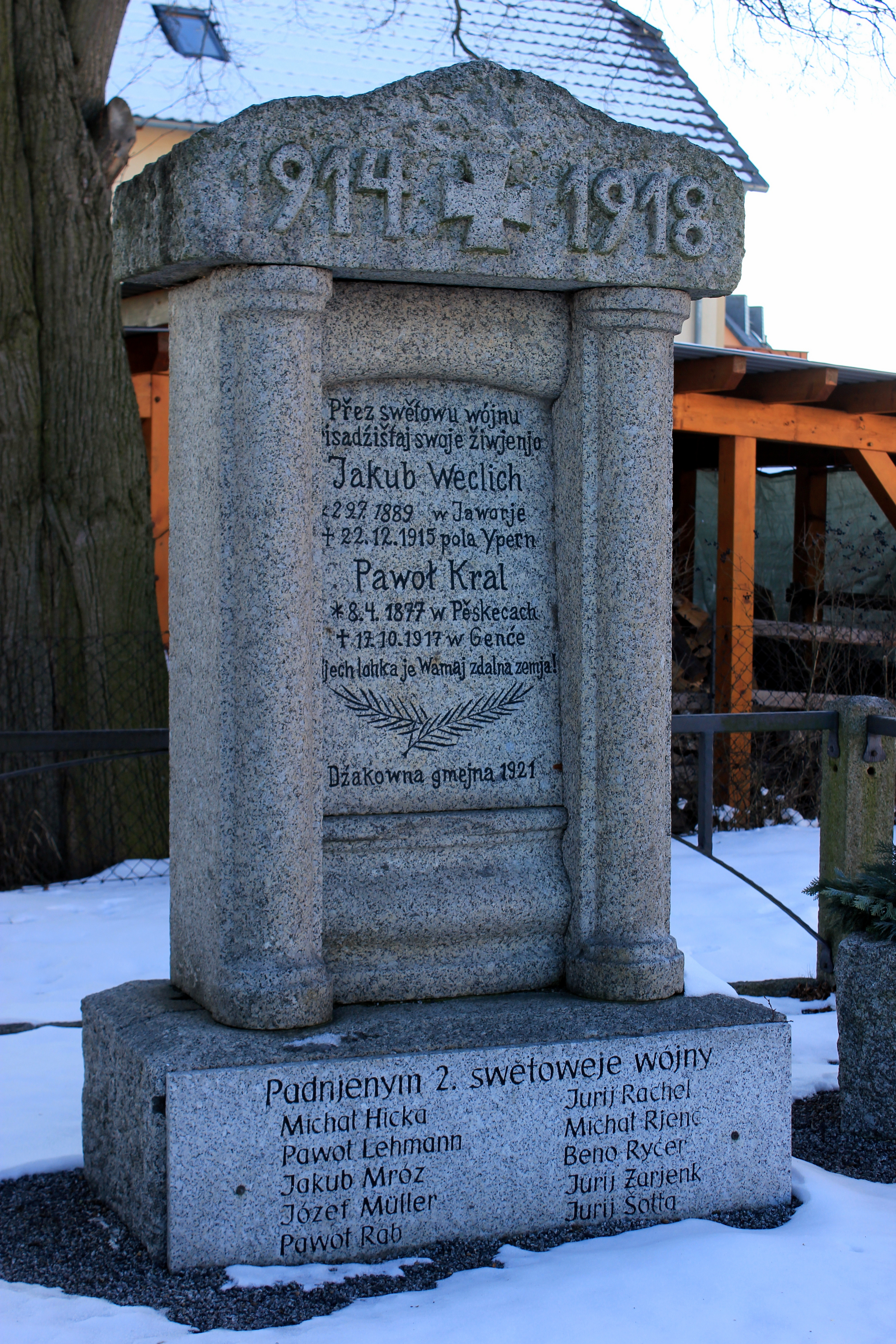
Памятник погибшим в Первой мировой войне, памятник культуры и истории Саксонии, 1918 год

Я́уэр или Я́вора (нем. Jauer; в.-луж. Jawora) — деревня в Верхней Лужице, Германия. Входит в состав коммуны Паншвиц-Кукау района Баутцен в земле Саксония. Подчиняется административному округу Дрезден.

## География
Располагается примерно в 20 километрах северо-западнее Будишина.
Соседние населённые пункты: на севере — деревня Нойе-Цигельшойне, на востоке — административный центр коммуны Паншвиц-Кукау, на юге — деревня Вотров и на западе — деревня Крипиц.

## История
Впервые упоминается в 1304 году под наименованием Jauwer. В средние века деревня принадлежала женскому монастырю  Мариенштерн.
До 1974 года была административным центром одноимённой коммуны. С 1974 года входит в современную коммуну Паншвиц-Кукау.
В настоящее время деревня входит в состав культурно-территориальной автономии «Лужицкая поселенческая область», на территории которой действуют законодательные акты земель Саксонии и Бранденбурга, содействующие сохранению лужицких языков и культуры лужичан.
Исторические немецкие наименования.
- Jaur, Jauwer, 1304
- Jawir, 1350
- Jauwir, 1374
- Jawer, 1518
- Jauery, 1800
- Jawora, 1843
- Jauer, 1875

## Население
Официальным языком в населённом пункте, помимо немецкого, является также верхнелужицкий язык.
Согласно статистическому сочинению «Dodawki k statisticy a etnografiji łužickich Serbow» Арношта Муки в 1884 году в деревне проживало 108 человек (из них — 103 серболужичанина (97,2 %)).
Лужицкий демограф Арношт Черник в своём сочинении «Die Entwicklung der sorbischen Bevölkerung» указывает, что в 1956 году при общей численности в 162 человека серболужицкое население деревни составляло 79 % (из них верхнелужицким языком активно владело 87 взрослых, пассивно — 1 человек и 40 несовершеннолетних).
| 1834 | 1871 | 1890 | 1910 | 1925 | 1939 | 1946 | 1950 | 1964 | 2005 | 2010 | 2015 | 2017 |
| ---- | ---- | ---- | ---- | ---- | ---- | ---- | ---- | ---- | ---- | ---- | ---- | ---- |
| 137  | 105  | 111  | 135  | 138  | 122  | 196  | 187  | 140  | 124  | 127  | 124  | 128  |

## Достопримечательности
Памятники культуры и истории земли Саксония
- Часовня, Denkmalstraße, 18 век (№ 09227889).
- Памятник погибшим в Первой мировой войне, Klosterstraße, 1918 год (№ 09227894).
- Каменное распятие, Denkmalstraße 1, 1902 год (№ 09227895).
- Каменное распятие, Ziegeleiweg 2, 1844 год (№ 09227900).
- Каменное распятие, Klosterstraße 9, 1887 год (№ 09227893).
- Каменное распятие, около дома 16 по улице Denkmalstraße, 1868 год (№ 09304323).
- Каменное распятие, Ziegeleiweg 4, 19 век (№ 09227897).
- Жилой дом, Denkmalstraße 10, 19 век (№ 09227896).
- Жилой дом, Denkmalstraße 16, 1900 год (№ 09227890).
- Жилой дом, Ziegeleiweg 3, 19 век (№ 09227898).
- Жилой дом, Ziegeleiweg 4, 19 век (№ 09227899).